# 济阳县 (西汉)
济阳县，中国古县名。
战国魏邑。西汉置县，治所在今河南省兰考县东北，属陈留郡。东汉光武帝出生于此。北魏属阳夏郡，隋属曹州、济阴郡，唐武德四年（621年）属杞州。贞观元年（627年）废入冤句县。